# PDエアロスペース
PDエアロスペース株式会社（英: PD Aerospace. LTD.）は、日本の航空宇宙企業である。

## 概要
米国のAnsari X Prizeでの宇宙ベンチャーの活躍に触発されて2007年に設立された企業である。パルス・デトネーション・エンジンを搭載して航空機のように離着陸し、高度約100㎞まで往復する有人宇宙飛行機であるペガサスを開発中で2027年の打ち上げを目指す。
宇宙航空研究開発機構 (JAXA) 等からの受託開発も行う。
2016年にはANAホールディングスおよびエイチ・アイ・エスと資本提携を行い出資を受けたほか、2017年には愛知県碧南市にある金型メーカーの工場3階にR&Dセンターを開設した。2018年には碧南市港本町にある工場を借りて、大きさ約8倍以上の新R&Dセンターを開設した。
2022年4月5日 PDエアロスペースがジェット/ロケット切り替え式RDEの実証実験に世界で初めて成功した。

## ペガサス
ペガサスは、PDエアロスペースが開発を進めている宇宙機である。一般的なロケットとは異なり、再使用が可能で飛行機のように水平離陸／水平着陸を行ういわゆるスペースプレーンで、弾道飛行で高度100kmの宇宙空間への到達能力を持つ。パルス・デトネーション・エンジンの技術を応用して、単一のエンジンを用いながら、高度15kmまでは空気を用いたジェット燃焼を、高度15km以上では酸化剤を用いたロケット燃焼を行うことを特徴とする。これにより、スペースシップ2のように空中で機体を分離することなく、離陸から着陸まで単一の機体で事足りる。着陸のやり直しや別の空港への変更も可能である。
2009年時点では2014年中の有人機完成を目指すとしていたが、その後計画は大幅に遅延しており、2022年現在では全長5mの無人機を2024年に高度80kmまで打ち上げ、次いで全長14.8mで8人乗りの有人機を2027年に打ち上げるとしている。宇宙旅行の商業打ち上げは2029年となる予定。しかし2023年6月には無人試験機PDAS-X06が初飛行で墜落している。